# Rajmund Penjafortski
Sveti Rajmund Penjafortski (kat. Ramon de Penyafort, špa. Raimundo de Peñafort, lat. Raimundus de Pennaforte) (Villafranca del Penadès, oko 1175. - Barcelona, 6. siječnja 1275.), katalonski kanonist, dominikanski redovnik i svetac.

## Životopis

### Mladost i obrazovanje
Rođen je u plemićkoj obitelji i od mladosti je bio pobožan. U Bologni je 1216. godine završio studij rimskoga i kanonskoga prava. Tijekom studija napisao je pravni priručnik Summa iuris. Nakon završetka studija podučavao je kanonsko pravo (1218. – 1221.). Sudjelovao je u osnivanju Reda Majke Božje za otkup robova (mercedarijevci) uz Petra Nolascija. Godine 1220. postao je kanonikom u Barceloni. U dominikanski red stupio je godine 1222.

### Znanstveni i pastoralni rad
Papa Grgur IX. imenovao ga je 1230. velikim penitencijarom pri Rimskoj kuriji, te ga zadužio za izradbu zbirke svih papinskih dekretala koji nisu bili uvršteni u Gracijanov dekret (Decretum Gratiani). Plod je toga napora Liber extra (Decretales Gregorii IX) iz 1234., sustavno uređena kompilacija dekretala koja je postala jednim od najvažnijih izvora kanonskoga prava (Corpus iuris canonici). Sastavio je i Sumu o slučajevima pokore (Summa de casibus poenitentiae), koja je snažno utjecala na srednjovjekovnu penitencijalnu praksu, Summu pastoralis kao pomoć biskupima u njihovim pastoralnim pohodima, te niz kraćih rasprava, među kojima i jednu o bračnome pravu.
Od godine 1238. do 1240. bio je general dominikanskog reda. 1240. se povukao u samostan u Barceloni i posvetio se pastoralnom radu, propovijedanju i ispovijedanju. Bio je također ispovjednik aragonskog kralja Jakova I.

## Štovanje
Rajmunda Penjafortskog blaženim je 1542. godine proglasio papa Pavao III., a svetim 29. travnja 1601. godine papa Klement VIII. Relikvije mu se nalaze u barcelonskoj katedrali, kamo hodočaste brojni hodočasnici. Zaštitnik je svih pravnika, naročito crkvenih pravnika, odvjetnika, pravnih učilišta i arhivara povijesti bolesti te mnogih naselja, učilišta, župa i crkvi diljem svijeta.

## Vanjske poveznice
Ostali projekti
|  | Zajednički poslužitelj ima još gradiva o temi Rajmund Penjafortski |